# Danse Macabre (The Faint)
Danse Macabre è il terzo album in studio della rock band The Faint. È stato pubblicato il 21 agosto 2001 negli Stati Uniti e all'incirca un anno dopo nel Regno Unito, dove ha goduto di una popolarità simile.
Questo album è la 37ª uscita con l'etichetta Saddle Creek Records.
La prima registrazione di Danse Macabre su vinile e CD comprendeva una foto diversa e non autorizzata che li ha portati a ritirarle e ripastare le copertine con l'immagine del membro di The Faint, Dapose.
L'album è stato seguito nel 2003 da Danse Macabre Remixes. L'album di remix include mix di Photek, Junior Sanchez e Paul Oakenfold.

## Tracce
1. Agenda Suicide – 3:58
2. Glass Danse – 3:00
3. Total Job – 4:02
4. Let the Poison Spill from Your Throat – 4:02
5. Your Retro Career Melted – 3:51
6. Posed to Death – 3:09
7. The Conductor – 4:43
8. Violent – 5:37
9. Ballad of a Paralysed Citizen – 4:28